# Chons
Chons, het maankind, was in de Egyptische mythologie het kind van Amon en Moet en werd de wandelaar genoemd omdat hij 's nachts de hemel doorliep (net als de maan). Zijn naam betekende immers zwervende of reiziger.
Chons werd door het volk als orakelgod en als beschermer tegen ziekten vereerd. Hij gold als aspect (leeftijdsfase) van Horus. Zijn belangrijkste cultusplaats is Karnak. In Thebe werd hij al vanaf het Oude Rijk aanbeden, maar het is pas vanaf het Middenrijk dat zijn cultus over het hele land belangrijk wordt.
Muurschilderingen tonen Chons met gesloten benen en zijlok (kenmerk van de jeugdigen), begeleid door Horus, staande op krokodillen. Hij kon ook afgebeeld zijn als een gemummificeerde man met een maansikkel op zijn hoofd. Meestal werd hij echter afgebeeld als een jongen met een haarlok, iets wat door ieder kind werd gedragen.